# Tajumulcia plana
Tajumulcia plana is een hooiwagen uit de familie Cosmetidae.